# Palazzo Garrone
Il Palazzo Garrone è uno storico edificio della città di Bra in Piemonte.

## Storia
Di fondazione medievale, il palazzo fu oggetto di importanti interventi da parte della famiglia Albrione, che ne commissionò la ristrutturazione all’architetto Bernardo Antonio Vittone. Nell'aprile del 1796, il generale Andrea Massena utilizzò il palazzo come residenza durante l'occupazione di Bra da parte delle truppe napoleoniche. Nel XIX secolo, l'edificio passò alla famiglia Garrone, della quale porta tutt'oggi il nome, per poi divenire di proprietà comunale nel 1882. Da allora ha avuto molteplici funzioni, tra cui caserma, scuola e sede di uffici comunali.

## Descrizione
L'edificio, affacciato sulla piazza Caduti per la Libertà delimitandone il lato compreso tra il Palazzo Comunale e il Palazzo Mathis, si trova nel centro di Bra. 
Si distingue per il suo caratteristico portico neodorico, aggiunto nel 1900 lungo la facciata prospiciente la piazza. Altri elementi architettonici di pregio includono l'atrio, il luminoso scalone e le decorazioni eleganti delle volte. L'ingresso, aperto sulla facciata di via Serra, è definito da un portale con arco a tutto sesto fiancheggiato da lesene che reggono una trabeazione e frontone curvilineo spezzato.